# Dauphin
Dauphin (officielt: Dauphin de Viennois, senere Dauphin de France) er en fransk kongelig titel, opkaldt efter landskabet Dauphiné, hvis hersker havde båret titlen. Fra 1349 var Dauphin titel på den franske kronprins. Til hans undervisning blev en række klassikere omskrevet og renset for frivoliteter: til brug for dauphinen.

## Historie
Dauphin var oprindelig titlen for de suveræne herskere over landskabet Dauphiné. Da de havde residens i byen Vienne blev de også kaldt Dauphin de Viennois. Den sidste af dem var Humbert 2. af Viennois. Da han nedlagde styret og gik i kloster kom både landskabet og dets gamle herskeres titel til Frankrig i 1343.
Dauphiné havde længe særlige rettigheder. Landskabet blev styret under den franske krones overhøjhed men havde udstrakt selvstyre under den prins af det franske kongehus, der havde det som apanage. Denne prins var som regel (og senere altid) den franske konges ældste søn. Han førte landets gamle herskeres titel Dauphin.
Senere mistede Dauphiné efterhånden sine særrettigheder og blev en mere almindelig provins i Frankrig, mens titlen Dauphin blev en nominel titel for den franske monarks ældste søn og tronarving. Efter Julirevolutionen i 1830 blev titlen afskaffet. Karl 10.s ældste søn, Ludvig Anton, Hertug af Angoulême, var den sidste, der bar titlen Dauphin.

## Ad usum Delphini
Til brug for sin Dauphins uddannelse i de klassiske sprog lod Ludvig 14. udarbejde udgaver af de græske og latinske skribenter, der var omhyggeligt renset for alle anstødelige steder. Denne udgave ad usum Delphini (dansk: til Dauphinens brug) udkom 1674-1730 i 64 bind. Også senere har man kaldt 'rensede' udgaver af problematiske værker for ad usum Delphini.

## Dauphinér af Frankrig
- 1. dauphin de France: Karl den Vise (søn af Johan den Gode) (1350 – 1364)
- 2. dauphin de France: Karl den Gale (søn af Karl den Vise) (1368 – 1380)
- 3. dauphin de France: prins Karl (søn af Karl den Gale) (september – december 1386)
- 4. dauphin de France: prins Karl (søn af Karl den Gale) (1392 – 1401)
- 5. dauphin de France: prins Ludvig, hertug af Guyenne (søn af Karl den Gale) (1401 – 1415)
- 6. dauphin de France: prins Johan, hertug af Touraine (søn af Karl den Gale) (1415 – 1417)
- 7. dauphin de France: Karl den Sejrrige (søn af Karl den Gale) (1417 – 1422)
- 8. dauphin de France: Ludvig den Varsomme (søn af Karl den Sejrrige) (1423 – 1461)
- 9. dauphin de France: prins Frans (søn af Ludvig den Varsomme) (født og død 4. december1466)
- 10. dauphin de France: Karl den Affable (søn af Ludvig den Varsomme) (1470 – 1483)
- 11. dauphin de France: prins Charles Orlando (søn af Karl den Affable) (1492 – 1495)
- 12. dauphin de France: prins Karl (søn af Karl den Affable) (september – oktober 1496)
- 13. dauphin de France: prins Frans (søn af Karl den Affable) (juli 1497)
- 14. dauphin de France: Frans 3., hertug af Bretagne (søn af Frans 1. af Frankrig) (1518 – 1536)
- 15. dauphin de France: Henrik 2. (søn af Frans 1. af Frankrig) (1536 – 1547)
- 16. dauphin de France: Frans 2. af Frankrig (søn af Henrik 2.) (1547 – 1559)
- 17. dauphin de France: Ludvig 13. (søn af Henrik 4. af Frankrig) (1601 – 1610)
- 18. dauphin de France: Ludvig 14. (søn af Ludvig 13.) (1638 – 1643)
- 19. dauphin de France: prins Ludvig, Le grand Dauphin (søn af Ludvig 14.) (1661 – 1711)
- 20. dauphin de France: prins Ludvig, hertug af Burgund (Le Petit Dauphin, søn af Le grand Dauphin og sønnesøn af Ludvig 14.) (1711 – 1712)
- 21. dauphin de France:  prins Ludvig, hertug af Bretagne (søn af Le Petit Dauphin, sønnesøn af Le grand Dauphin og oldesøn af Ludvig 14.) (februar – marts 1712)
- 22. dauphin de France: Ludvig den meget elskede, senere den uelskede (søn af Le Petit Dauphin, sønnesøn af Le grand Dauphin og oldesøn af Ludvig 14.) (1712 – 1715)
- 23. dauphin de France: prins Ludvig  (søn af Ludvig 15. af Frankrig) (1729 – 1765)
- 24. dauphin de France: Ludvig-August (søn af prins Ludvig og sønnesøn af Ludvig 15. af Frankrig) (1765 – 1774)
- 25. dauphin de France: prins Ludvig-Josef (søn af Ludvig 16. af Frankrig) (1781 – 1789)
- 26. dauphin de France: Ludvig-Karl (søn af Ludvig 16. af Frankrig) (1789 – 1791), Prince royal i 1791 – 1793. Ifølge royalisterne skulle kan have været kong Ludvig 17. i 1793 – 1795
- 27. dauphin de France: Ludvig-Anton, hertug af Angoulême (søn af Karl 10. af Frankrig) (1824 – 1830), gift med Marie Thérèse af Frankrig (datter af Ludvig 16. af Frankrig). De var Frankrigs kongepar i 20 minutter den 2. august 1830. Ifølge legitimisterne (karlisterne) skulle kan have været kong Ludvig 19. i 1836 – 1844.